# Roman Štolpa
Roman Štolpa (* 12. července 1964 Český Těšín) je český herec a režisér. 
V roce 1986 vystudoval činoherní herectví na Janáčkově akademii múzických umění v Brně a poté režii na Divadelní fakultě Akademie múzických umění v Praze. Jako herec a režisér působil v pražském divadle Rokoko. V letech 2000 až 2004 byl spoluautorem scénářů na soutěžích miss. Se svou ženou má dva syny Matěje a Jakuba, s Markétou Plánkovou má dceru Agátu. Nejvíce se zviditelnil v seriálu televize Prima Rodinná pouta a Velmi křehké vztahy, kde hrál doktora Martina Lišku.
Od roku 2010 je členem souboru RockOpera – režíruje představení Oidipus Tyranus Rock Opera, Antigona Rock Opera a 7 proti Thébám Metal Opera.
Hostuje v Docela velkém divadle v Litvínově v představeních Když kočky nejsou doma, Penzion Ponorka a Gangsteři z městečka.